# Gustav Mägi
Gustav Mägi, född 2 februari 1914 i Narva, Estland, död 1994, var en estländsk-svensk målare, skulptör och tecknare.
Han var son till apotekaren Gustav Mägi och läraren Salme Viikman. Mägi studerade vid konsthögskolan Pallas i Tartu och debuterade som skulptör vid en utställning i Tallinn 1939. Efter att han flyttat till Sverige började han måla tavlor omkring 1950. Separat ställde han ut i Karlskrona ett flertal gånger och tillsammans med Maurice Moberg ställde han ut i Linköping 1955. Han medverkade i samlingsutställningar arrangerade av Estniska konstföreningen och med olika konstföreningar i Örebro, Eskilstuna, Södertälje och Uppsala. Bland hans offentliga arbeten märks en portalrelief för Svenska stålpressningsfabriken i Lister-Mellby. Hans konst består av stilleben, kubistiska bildformer och figurer.